# Eupithecia perculsaria
Eupithecia perculsaria là một loài bướm đêm trong họ Geometridae.